# ضبط علمي

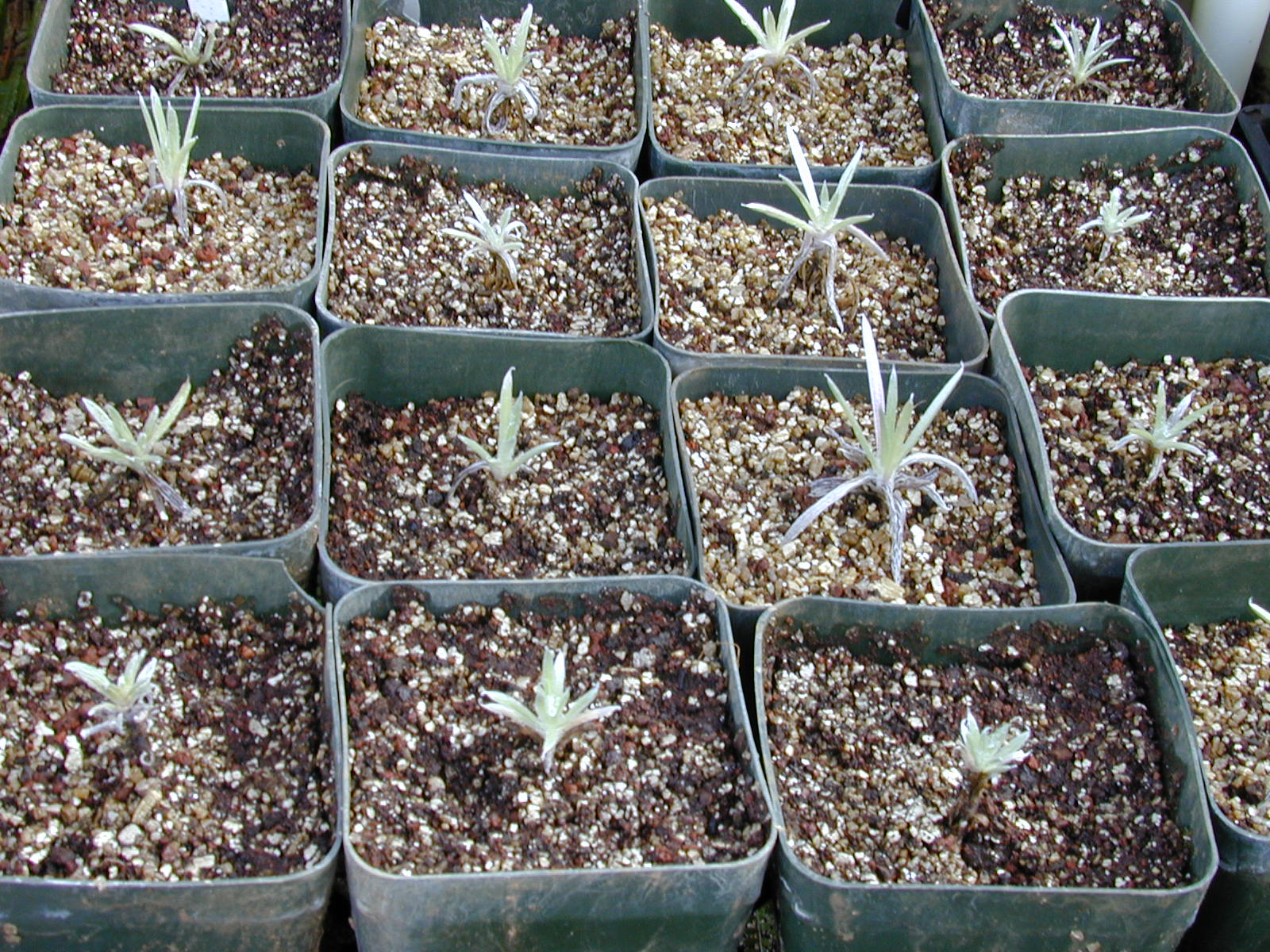
مثال على تجربة علمية مضبوطة، وهي برش سماد على نصف الكمية من عينات نباتية متطابقة، مع ضبط الشروط الأخرى وجعل عامل إضافة السماد العامل الوحيد للمقارنة.

الضبط العلمي للتجارب (أو التجربة العلمية المضبوطة) هي تجربة أو دراسة وصفية تهدف إلى التقليل من تأثير المتغيرات ما عدا المستقلة منها. بإجراء الضبط العلمي تصبح نتائج التجارب أكثر موثوقية وأكثر دلالة، حيث تجرى عادةً المقارنة مع قياسات لعينات شاهدة.
يعد الضبط العلمي جزءاً من المنهج العلمي ومن تصميم التجارب.

## اقرأ أيضاً
- منهج علمي